# 兜塚古墳 (横浜市)
座標: 北緯35度32分03.8秒 東経139度39分42.7秒 / 北緯35.534389度 東経139.661861度
兜塚古墳（かぶとづかこふん）は神奈川県横浜市鶴見区に所在する古墳時代後期の古墳。墳形は円墳だが墳丘の破壊・削平が著しい。梶山古墳群を構成していたとされる。6世紀代に築造された古墳だが、15世紀（室町時代）の武将・太田道灌にまつわる伝承がある。

## 立地と概要
鶴見区西部に広がる下末吉台地（標高40-50メートル）の、鶴見川南岸に面した台地北端部（地域名では鶴見区駒岡・梶山・三ツ池公園・上末吉・下末吉・諏訪坂にかけて）には、かつて複数の古墳群や横穴墓群が分布していた。
同区駒岡に集中域をもつ古墳群は「駒岡古墳群」と呼ばれ、駒岡瓢箪山古墳や駒岡堂の前古墳・岩瀬山横穴墓群などが知られる。
兜塚古墳は、駒岡古墳群のあった丘陵から谷戸を挟んだ東側の丘陵に位置し、尾根筋の北端に立地する。かつては兜塚以外にも古墳があったとされ、梶山古墳群と呼ばれる。

## 太田道灌伝説
15世紀、江戸城の支城を構えるのに適した丘陵を探していた太田道灌は、現在の川崎市北加瀬・南加瀬に所在する加瀬台（加瀬山）に目を付け、そこに一泊した。その際、夢の中で白鷺が飛来し道灌の兜を持ち去り、しばらく飛んだところで落下させた。目覚めた道灌はこれを不吉な前兆と判断し、加瀬台への築城を断念した。以後、加瀬台は別名「夢見ヶ崎」と呼ばれるようになり、兜を落とされた場所は「兜塚」と呼ばれた。現在の兜塚古墳の地点がそこにあたるとされる。
なお、上記伝承とは無関係であるが、道灌が築城を断念した川崎市の加瀬台（加瀬山）には、加瀬台古墳群（夢見ヶ崎古墳群）が分布している。

## 現状
兜塚は、道灌伝承地として知られてきたが、1931年（昭和6年）と1938年（昭和13年）に発掘調査が実施され勾玉や切子玉・耳環などが出土し、径30.2メートルの6世紀代の円墳と判明した。現在は墳丘の大半を破壊されてしまったが、残存墳丘の前に石碑が建てられている。